# Abdelilah Benkirane

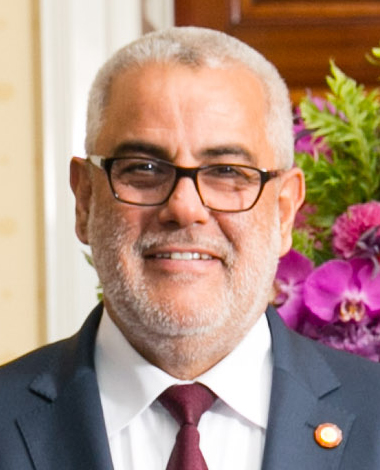
Abdelilah Benkirane (2014)

Abdelilah Benkirane (arabisch عبد الإله بنكيران, DMG ʿAbd al-Ilāh Binkīrān; * 2. April 1954 in Rabat) ist ein marokkanischer Politiker und war von 2011 bis 2017 Premierminister Marokkos. Ebenfalls war er Vorsitzender der Partei für Gerechtigkeit und Entwicklung (PJD).
Am 15. März 2017 setzte der König ihn ab.

## Familie und Ausbildung
Benkirane wuchs in Rabat auf. Während sein Vater sich am Sufismus interessiert zeigte, war seine Mutter in der nationalistischen Partei Istiqlal politisch aktiv. Nachdem er seinen Abschluss am Lycée Moulay Youssef in Rabat gemacht hatte, war Abdelilah Benkirane Student an der École Mohammadia d’ingénieurs (EMI). Während seiner Studentenzeit war er ein politisch linker Aktivist, bevor er sich dem islamistischen Lager zuwandte. Er heiratete eine Parteiaktivistin und hat 6 Kinder. Eine seiner Töchter leidet an Tetraplegie.

## Karriere

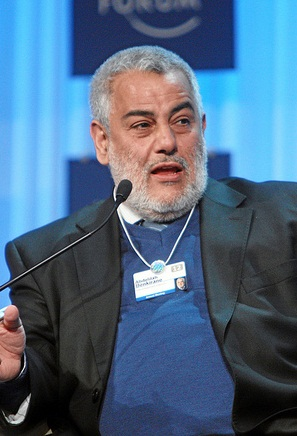
Benkirane während des WEFs 2012

Bereits seit 1997 ist Benkirane als Abgeordneter für den Wahlbezirk von Salé im Parlament. Abdelilah Benkirane wurde am 20. Juli 2008 in Rabat zum Vorsitzenden seiner Partei gewählt. Er erhielt 684 Stimmen und löste damit seinen Vorgänger Saadeddine Othmani ab, der nur 495 Stimmen erreichte. (Gefolgt von Abdellah Baha mit 14 Stimmen.)
Bei den Parlamentswahlen in Marokko 2011 stand er einem Block aus acht palastnahen liberalen Parteien gegenüber, die einen Wahlsieg seiner Partei zu verhindern suchte, was ihnen jedoch nicht gelang. Laut neuer Verfassung musste der Regierungschef nun aus den Reihen der Partei für Gerechtigkeit und Entwicklung kommen, da sie mit 107 aus 395 Sitzen stärkste Partei wurde. Am 29. November 2011 wurde er von König Mohammed VI. zum Premierminister ernannt.
Die Regierung Benkirane I wurde von der PJD, Istiqlal, PPS und der Volksbewegung getragen.
Nach dem Ausscheiden der Istiqlal aus der Regierung bildeten PJD, PPS, Volksbewegung und die Nationale Sammlung der Unabhängigen 2013 die Regierung Benkirane II. Nach den Parlamentswahlen in Marokko 2016 scheiterte Benkirane nach mehrmonatigem politischen Stillstand mit der Bildung einer neuen Koalitionsregierung und wurde am 15. März 2017 vom König entlassen. In der Folge legte er auch sein Abgeordneten-Mandat nieder. Am 10. Dezember 2017 trat er auf einem Parteikongress der PJD nicht zur Wiederwahl als Generalsekretär an. Saadeddine Othmani, welcher vom König bereits mit der Regierungsbildung betraut worden war, konnte die parteiinterne Wahl für sich entscheiden und den Machtkampf mit dem Benkirane-Flügel innerhalb der Partei für sich entscheiden.

## Politische Positionen
Als Regierungschef erklärte Benkirane in einem Interview, dass er jungen Mädchen und Frauen keine Vorschriften machen wolle, wie sie sich zu kleiden hätten. Unter seiner Regierung richteten die Vereinten Nationen 2013 einen Kongress zur Zukunft der Frau in Führungspositionen aus. Geleitet wurde dieser Kongress von der islamistischen Frauenministerin Bassima Hakkaoui.
Er bezeichnete in der Vergangenheit Säkularismus als „gefährliches Konzept“ für Marokko und startete 2010 eine erfolglose Kampagne, um einen Auftritt von Elton John zu verhindern, dem er vorwarf „Homosexualität zu promoten“.
Während seiner Amtszeit baute er die Beziehungen zur Europäischen Union und zum Golf-Kooperationsrat aus. Er setzte sich für eine politische Lösung im Zweiten libyschen Bürgerkrieg seit 2014 ein und unterstützte den Friedensprozess. Die dortigen Konfliktparteien trafen sich mehrmals unter Leitung der UN und der marokkanischen Regierung in Marokko. Gleichzeitig aber unterstützten Mohammed VI. und Benkirane auch Saudi-Arabien bei dessen Militäroperation im Jemen mit Kampfflugzeugen der Königlich Marokkanischen Luftwaffe.
Primäre Ziele seiner Politik seien, die Wirtschaft Marokkos weiterzuentwickeln, die Arbeitslosigkeit zu senken und den (im Zuge des Arabischen Frühlings 2011 entstandenen) demokratischen Prozess fortzuführen.